# 買戻しに関する登記
買戻しに関する登記（かいもどしにかんするとうき）においては、日本における不動産登記のうち、買戻権の設定（買戻特約）、移転、変更・更正、抹消及び買戻権の実行に伴う登記について述べる。買戻しの意義については売買#担保目的の売買を参照。

## 略語について
説明の便宜上、次のとおり略語を用いる。
法
不動産登記法（2004年（平成16年）6月18日法律第123号）
令
不動産登記令（2004年（平成16年）12月1日政令第379号）
規則
不動産登記規則（2005年（平成17年）2月18日法務省令第18号）
記録例
不動産登記記録例（2009年（平成21年）2月20日民二500号通達）

## 買戻権設定登記

### 設定登記の概要
不動産登記法においては、設定時には買戻権ではなく買戻特約と称している（法96条）。この買戻しの特約は不動産の売買契約と同時にしなければならず（民法579条）、売買契約後は許されない（大判1900年（明治33年）2月21日民録6輯2号70頁）。以下個別の論点について述べる。
- 不動産
  - 土地又は建物（法2条1号）の所有権のみならず、地上権・永小作権・立木（立木ニ関スル法律）・工場財団（工場抵当法）なども含まれる。
- 売買契約
  - 買戻特約付代物弁済契約（1962年（昭和37年）1月10日民甲1号電報回答）や、買戻特約付譲渡担保契約（登記研究322-73頁）は含まれない。
  - 売買契約に基づく登記は所有権移転登記に限られず、所有権保存登記でもよい（1963（昭和38年）8月29日民甲2540号通達）。
- 同時
  - 契約のみならず登記も同時にしなければならず（民法581条1項）、所有権移転登記後にされた特約の登記は無効である（大決1926年（大正15年）10月19日民集5巻783頁）。
    - 同時申請ではあるが、売買に基づく登記と特約の登記は同一の申請情報による一括申請はできず（令4条・規則35条参照）、別個の申請情報によらなければならない（1960年（昭和35年）3月31日民甲712号通達第3）。

  - 登記原因の日付は必ずしも同日である必要はない。例えば、売買代金の支払い完了時に所有権が移転する旨の特約及び買戻しの特約を同時にし、代金は後日完済された場合、売買に基づく所有権移転登記の原因日付は代金完済日であり、買戻し特約の原因日付は特約をした日である（登記研究690-217頁）。
  - 所有権移転の仮登記と買戻特約の仮登記は同時に申請する必要はないが、所有権移転の本登記の際には買戻特約の本登記も同時に申請しなければならない（1961年（昭和36年）5月30日民甲1257号通達）。この先例に対しては批判もある。詳しくは登記インターネット52-136頁を参照。

### 登記事項
- 絶対的登記事項
  - 登記の目的、申請の受付の年月日及び受付番号、登記原因及びその日付、登記名義人の氏名又は名称及び住所（以上法59条1号ないし4号）、順位番号（法59条8号、令2条8号、規則1条1号・規則147条1項及び3項）、買主が支払った代金及び契約の費用（以上法96条）である。
- 相対的登記事項
  - 代位申請によって登記した場合における、代位者の氏名又は名称及び住所並びに代位原因（法59条7号）、買戻しの期間の定め（法96条）である。

### 登記申請情報（一部）
登記の目的（令3条5号）は、「登記の目的　買戻特約」のように記載する（記録例500）。地上権を目的とする買戻権の設定の場合、「登記の目的　1番地上権買戻特約」又は「登記の目的　地上権買戻特約」（書式解説-1039頁）のように記載する。
登記原因及びその日付（令3条6号）は、特約をした日である売買契約成立日を日付として、「原因　平成何年何月何日特約」（記録例500）又は「原因　平成何年何月何日買戻特約」（書式解説-1035頁）のように記載する。
買主が支払った代金（令別表64項申請情報）は、「売買代金　金何円」のように記載する（記録例500）。この代金は現実に支払った代金であり、利息を合算した金額を記載することは利息制限法を潜脱する可能性が高く、許されない（1960年（昭和35年）8月1日民甲1934号通達2）。
なお、売買を原因とする所有権移転登記の登記原因証明情報たる売買契約書に記載された金額と異なる売買代金及び契約費用を買戻特約の登記申請情報に記載しても、当該登記申請は受理される（1960年（昭和35年）8月1日民甲1934号通達1）。
数個の不動産の一括売買の場合、売買代金は各不動産につき定めなければならないが、区分建物の敷地の一括売買など各不動産につき定めることができない場合、「売買代金　1番、2番の土地とともに金何円」のように記載する（1960年（昭和35年）8月1日民甲1934号通達4）。契約費用（後述）についても同様である。
分割払いの場合は現実に支払った代金と総代金を両方記載しなければならない。売買代金には支払済金額を記載し、かっこ書きで総売買代金を記載する方法（1960年（昭和35年）8月2日民甲1971号通達）と、支払済代金と総代金を分けて記載する方法（登記研究536-176頁）がある。
契約の費用（令別表64項申請情報）は、契約書作成の費用など売買契約締結のために買主が現実に支払った金額を「契約費用　金何円」のように記載する（記録例500）。
売買代金のみの返還により買戻権を行使できる旨の特約がある場合には「契約費用　返還不要」のように記載する。また、契約費用がない場合、「契約費用　なし」のように記載する。契約費用は絶対的記載事項だからである。
買戻しの期間の定め（令別表64項申請情報）は、10年を限度として（民法580条1項）、「期間　平成何年何月何日から何年間」（記録例500）又は「期間　何年」もしくは「期間　平成何年何月何日まで」のように記載する。
期間を15年と特約し、申請情報に記載してされた買戻特約の登記申請は却下するべきであり、当該申請を受理して登記記録に10年と記録するべきでない（登記研究187-77頁）。また、登記原因証明情報には20年と記載があるが、申請情報には10年と記載してされた買戻特約の登記申請は受理されるが、5年と記載している場合は却下される（登記研究580-56頁）。
なお、売買代金の支払期間のいかんによって買戻期間が異なるとする登記はすることができない（1959年（昭和34年）3月18日民甲519号回答）。
登記申請人（令3条1号）は、売買による移転登記の場合と逆である。すなわち、売主を登記権利者とし、買主を登記義務者として記載する。なお、法人が申請人となる場合、以下の事項も記載しなければならない。
- 原則として申請人たる法人の代表者の氏名（不動産登記令3条2号）
- 支配人が申請をするときは支配人の氏名（一発即答14頁）
- 持分会社が申請人となる場合で当該会社の代表者が法人であるときは、当該法人の商号又は名称及びその職務を行うべき者の氏名（2006年（平成18年）3月29日民二755号通達4）。

法人の代表者等の氏名については、以下の買戻権に関するすべての登記申請につき同様である。
添付情報（規則34条1項6号、一部）は、登記原因証明情報（法61条・令7条1項5号ロ）である。法人が申請人となる場合は更に代表者資格証明情報（令7条1項1号）も原則として添付しなければならない。代表者資格証明情報については、以下の買戻権に関するすべての登記申請につき同様である。
売買契約に基づく登記と同時に申請するので、登記義務者の登記識別情報又は登記済証は申請の段階では存在せず、添付は不要である。また、買主は登記申請の段階では所有権の登記名義人となっておらず、印鑑証明書の添付も不要である（令16条2項・規則48条1項5号、令18条2項・規則49条2項4号及び48条1項5号）。
また、登記権利者の住所証明情報の添付は要求されていない。以下の買戻権の移転・変更・更正・抹消の登記の場合でも同様である。
農地又は採草放牧地（農地法2条1項）の所有権につき買戻特約を申請する場合でも農地法3条の許可書（令7条1項5号ハ）の添付は不要である（1955年（昭和30年）2月19日民甲355号電報回答参照）。
登録免許税（規則189条1項前段）は、不動産1個につき1,000円を納付する（登録免許税法別表第1-1(14)）。

### 設定登記の実行
買戻特約は付記登記で実行される（不動産登記規則3条9号）。付記登記でされる権利に買戻特約をした場合、付記登記の付記登記で実行される（記録例501）。例えば、地上権の移転登記（不動産登記規則3条5号により付記登記）と同時に買戻特約をした場合などである。なお、売買に基づく登記と買戻特約の登記は同一の受付番号で登記される（1960年（昭和35年）3月31日民甲712号通達第3）。

## 買戻権移転登記

### 移転登記の概要
登記された買戻権の譲渡は債権譲渡ではあるが、買主及び第三者に対抗するためには移転登記をすれば足り、通知をし又は承諾得る（民法467条1項）必要はないとした判例（大判1933年（昭和8年）9月12日民集12巻2151頁）があり、登記実務もそれに従っている。
なお、買戻権を目的として、差押え（1957年（昭和32年）8月8日民甲1431号通達）・仮差押え（1966年（昭和41年）4月16日民三326号電報回答）・質権の設定（登記研究545-69頁）をすることができる。

### 登記申請情報（一部）
登記の目的（令3条5号）は、「登記の目的　2番付記1号買戻権移転」のように記載する（記録例502）。地上権を目的とする買戻権の移転の場合、「登記の目的　1番地上権付記1号の付記1号買戻権移転」のように記載する（記録例503）。
登記原因及びその日付（令3条6号）は、売買の場合、売買契約成立の日を日付として、「原因　平成何年何月何日売買」（記録例502）のように記載する。所有権を目的とする買戻権についてのその他の具体例については所有権移転登記#登記原因を参照。論点は同じである。
登記申請人（令3条1号）は、売買その他の特定承継の場合、買戻権を得る者登記権利者とし、失う買戻権者を登記義務者として記載する。所有権を目的とする買戻権についての一般承継の具体例については所有権移転登記#登記申請情報（一部）を参照。論点は同じである。
添付情報（規則34条1項6号、一部）は、特定承継の場合、登記原因証明情報（法61条・令7条1項5号ロ）、登記義務者の登記識別情報（法22条本文）又は登記済証及び書面申請の場合には印鑑証明書（1959年（昭和34年）6月20日民甲1131号回答）である。なお、所有権以外の権利を目的とする買戻権の移転の場合は印鑑証明書の添付は不要である（令16条2項・規則48条1項5号、令18条2項・規則49条2項4号及び48条1項5号）が、登記義務者が登記識別情報を提供できない場合には添付しなければならない（規則47条3号ハ参照）。
一般承継の場合、登記原因証明情報を添付する。登記原因証明情報の具体例については所有権移転登記#登記原因証明情報に関する論点を参照。論点は同じである。
登録免許税（規則189条1項前段）は、不動産1個につき1,000円を納付する（登録免許税法別表第1-1(14)）

### 移転登記の実行
買戻権の移転は付記登記で実行される（規則3条5号）ので、所有権を目的とする買戻権の移転は付記登記の付記登記で実行される（記録例502）。付記登記でされる権利に買戻特約をした後当該買戻権を移転した場合、付記登記の付記登記の付記登記で実行される（記録例503）。例えば、地上権の移転（規則3条5号により付記登記）と同時に買戻権を設定した後移転した場合などである。

## 買戻権変更・更正登記

### 変更・更正登記の概要
更正登記は登記事項に原始的に誤りがある場合にする登記なので、更正登記の趣旨を逸脱しない限り、あらゆる更正をすることができる。ただし、売買による所有権移転登記後、買戻特約の登記を追加することは、更正登記によってもすることはできない（登記研究122-33頁）。
一方、変更登記には制約がある。例えば、売買代金を増額する変更登記は申請することができない（1968年（昭和43年）2月9日民三34号電報回答）。また、買戻しの期間を伸長する変更登記は申請することができない（民法580条2項）。一方、買戻しの期間を短縮する変更登記申請は受理される（大判1922年（大正11年）5月5日民集1巻240頁参照）。

### 登記申請情報（一部）
登記の目的（令3条5号）は、「登記の目的　2番付記1号買戻権変更」のように記載する（記録例504）。地上権を目的とする買戻権の場合、「登記の目的　1番地上権付記1号の付記1号買戻権更正」のように記載する。
登記原因及びその日付（令3条6号）は、変更の場合、変更契約の成立日を日付として、「原因　平成何年何月何日変更」のように記載する（記録例504）。更正の場合、「原因　錯誤」又は「原因　遺漏」と記載し、日付を記載する必要はない（記録例505）。
変更・更正後の事項（不動産登記令別表25項申請情報）は、「変更後の事項　売買代金　金何円」（記録例504参照）や「更正後の事項　期間　平成何年何月何日から何年間」（記録例505参照）のように記載する。
登記申請人（令3条1号）は、登記記録上直接に利益を受ける者を登記権利者とし、失う者を登記義務者として記載する。例えば売買代金を増額する更正登記の場合、所有権などの登記名義人が登記権利者、買戻権者が登記義務者となる。
添付情報（不動産登記規則34条1項6号、一部）は、買戻権移転登記（特定承継）の場合と同様であるが、既述のとおり登記権利者と登記義務者の振り分けには注意が必要である。
なお、登記上の利害関係人が存在する場合、変更・更正登記を付記登記でするにはその承諾が必要であり（不動産登記法66条）、承諾証明情報が添付情報となる（不動産登記令別表25項添付情報ロ）。この承諾証明情報が書面（承諾書）である場合には、原則として作成者が記名押印し（不動産登記令19条1項・7条1項6号）、当該押印に係る印鑑証明書を承諾書の一部として添付しなければならない（不動産登記令19条2項、1956（昭和31年）11月2日民甲2530号通達参照）。この印鑑証明書は当該承諾書の一部であるので、添付情報欄に「印鑑証明書」と格別に記載する必要はなく、作成後3か月以内のものでなければならないという制限はない。
登録免許税（不動産登記規則189条1項前段）は、不動産1個につき1,000円を納付する（登録免許税法別表第1-1(14)）。

### 変更・更正登記の実行
登記上の利害関係人が存在しないかその承諾が得られた場合、買戻権の変更・更正は付記登記で実行される（不動産登記規則3条2号本文・不動産登記法66条、記録例504・505）。実行方法は#移転登記の実行と同じである。利害関係人の承諾が得られない場合は主登記で実行され、利害関係人に変更・更正した部分を対抗できなくなってしまう（不動産登記法4条2項参照）。
登記官は、変更・更正の登記をするときは、変更前又は更正前の事項を抹消する記号を記録しなければならない（不動産登記規則150条）。

## 買戻権抹消登記

### 抹消登記の概要
買戻権を行使せずに買戻期間が満了した場合、当該買戻権を抹消する登記の申請をすることができる（民法583条1項参照）。買戻期間が定められていない場合、買戻は5年以内にしなければならず（民法580条3項）、5年を経過した場合は同様に抹消登記を申請できる。
また、通常の抹消登記と同じく、解除（民法540条1項）、放棄（買戻権の絶対的な放棄）、詐欺又は強迫（民法96条1項）・制限行為能力者の法律行為（民法5条2項など）により取り消す場合、登記原因が無効又は不存在の場合などに買戻権を抹消する登記の申請をすることができる。
なお、買戻特約の付記登記がされている所有権移転登記を抹消する場合、当該移転登記を抹消する所有権抹消登記の申請と同時に又はこれより先に買戻権を抹消する登記を申請しなければならない（1966年（昭和41年）8月24日民甲2446号回答）。

### 登記申請情報（一部）
登記の目的（不動産登記令3条5号）は、「登記の目的　2番付記1号買戻権抹消」のように記載する（記録例507）。地上権を目的とする買戻権の抹消の場合、「登記の目的　1番地上権付記1号の付記1号買戻権抹消」のように記載する。
登記原因及びその日付（不動産登記令3条6号）は、買戻期間の満了の場合、満了日を日付として「原因　平成何年何月何日買戻期間満了」のように記載する（記録例507）。その他の登記原因については、取り消す場合は「取消し」、登記原因が無効又は不存在の場合は「錯誤」と記載する。
なお、放棄は単独行為であるから意思表示により効力を生じ、相手に到達することを必要としないから、放棄の意思表示をした日を日付とする。また、錯誤の場合、日付を記載する必要はない。
登記申請人（不動産登記令3条1号）は、買戻権の目的たる権利の登記名義人を登記権利者とし、買戻権を失う買戻権者を登記義務者として記載する。
添付情報（不動産登記規則34条1項6号、一部）は、買戻権移転登記（特定承継）の場合と同様である。
なお、抹消登記を申請する場合には登記上の利害関係人が存在するときはその承諾が必要であり（不動産登記法68条）、承諾証明情報が添付情報となる（不動産登記令別表26項添付情報ヘ）。この承諾証明情報が書面（承諾書）である場合には、原則として作成者が記名押印し（不動産登記令19条1項・7条1項6号）、当該押印に係る印鑑証明書を承諾書の一部として添付しなければならない（不動産登記令19条2項、1956年（昭和31年）11月2日民甲2530号通達参照）。この印鑑証明書は当該承諾書の一部であるので、添付情報欄に「印鑑証明書」と格別に記載する必要はなく、作成後3か月以内のものでなければならないという制限はない。
民法等の一部を改正する法律（2021年4月28日法律第24号）により不動産登記法が改正され、新たに第69条の2が新設され「契約の日から10年を経過したときは、登記権利者は、単独で当該登記の抹消を申請することができる。」ことになった。この改正は、改正法の公布の日から2年以内で政令で定める日から施行される。施行後は、古い買戻し特約について抹消が容易になる。
登録免許税（不動産登記規則189条1項前段）は、不動産1個につき1,000円を納付するが、同一の申請書で20個以上の不動産につき抹消登記を申請する場合は2万円である。（登録免許税法別表第1-1(15)）。

### 抹消登記の実行
抹消登記は主登記で実行される（不動産登記規則3条参照、記録例507）。また、登記官は、登記を抹消するときは、抹消の登記をするとともに抹消の記号を記録しなければならない（不動産登記規則152条1項）。更に、抹消に係る権利を目的とする第三者の権利に関する登記があるときはそれも抹消し、当該権利の登記の抹消により当該第三者の権利に関する登記を抹消する旨及び登記の年月日を記録しなければならない（不動産登記規則152条2項）。

## 買戻権の実行

### 概要
買戻権を行使した場合、買戻権の目的たる権利の抹消登記をするのではなく、当該権利の移転登記をする（1911年（明治44年）9月27日民刑810号回答）。買戻期間内に買戻権を行使すれば、買戻期間経過後に所有権移転登記を申請しても受理される（登記研究227-74頁）。
なお、買戻特約の登記後に買戻権の目的たる権利に設定された抵当権などは、買戻権の行使により消滅するが、職権で抹消できる規定が存在しないので、当事者の申請により抹消される。手続きについては抹消登記#不動産登記を参照。
また、買戻権が行使されて買戻権の目的たる権利の移転登記がされた場合、買戻しの特約の登記は登記官が職権で抹消する（不動産登記規則174条）。

### 登記申請情報（一部）
登記の目的（不動産登記令3条5号）は、「登記の目的　所有権移転」のように記載する（記録例506）。地上権を目的とする買戻権の行使の場合、「登記の目的　1番地上権移転」のように記載する。
登記原因及びその日付（不動産登記令3条6号）は、買戻権行使日を日付として、「原因　平成何年何月何日買戻」のように記載する（記録例506）。ただし、買戻権を行使後に農地法3条の許可書（後述）が到達した場合、原因日付は当該許可書の到達日となる（1967年（昭和42年）2月8日民甲293号回答）。
登記申請人（不動産登記令3条1号）は、買戻権の登記名義人を登記権利者とし、買戻権の目的たる権利の登記名義人を登記義務者として記載する。
なお、買主が買戻特約を登記した不動産を第三者に転売して登記した場合、売主は転得者に対して買戻権を行使するべきである（最判1961年（昭和36年）5月30日民集15巻5号1459頁）。買戻しは、第三者に対しても、その効力を生ずるからである(581条1項)。転得者から更に別の第三者に対して所有権移転の仮登記がされている場合、現在の所有権登記名義人たる転得者に対して買戻権を行使するべきである（登記インターネット43-119頁）。
添付情報（不動産登記規則34条1項6号、一部）は、登記原因証明情報（不動産登記法61条・不動産登記令7条1項5号ロ）、登記義務者の登記識別情報（不動産登記法22条本文）又は登記済証及び、所有権の移転で書面申請の場合には印鑑証明書（不動産登記令16条2項・不動産登記規則48条1項5号及び47条3号イ(1)、同令18条2項・同規則49条2項4号及び48条1項5号並びに47条3号イ(1)）、所有権の移転の場合には登記権利者の住所証明情報（不動産登記令別表30項添付情報ロ）である。所有権以外の権利の移転の場合は印鑑証明書の添付は不要である（不動産登記令16条2項・不動産登記規則48条1項5号、同令18条2項・同規則49条2項4号及び同規則48条1項5号）が、登記義務者が登記識別情報を提供できない場合には添付しなければならない（不動産登記規則47条3号ハ参照）。
農地又は採草放牧地（農地法2条1項）につき買戻を登記原因として所有権移転登記を申請する場合、農地法3条の許可書（不動産登記令7条1項5号ハ）を添付しなければならない（1955年（昭和30年）2月19日民甲355号電報回答参照）。農地上に設定された地上権・永小作権の移転登記の場合も同様である（農地法3条1項本文参照）。
既述のとおり、買戻権を行使して買戻権の目的たる権利を移転した場合には買戻特約の登記は職権で抹消されるので、登記上の利害関係人が存在するときはその承諾が必要であり（不動産登記法68条）、承諾証明情報が添付情報となる（不動産登記令別表26項添付情報ヘ）。記名押印及び印鑑証明書の添付については買戻権抹消登記の場合と同様である。
登録免許税（不動産登記規則189条1項前段）は、所有権の移転の場合、不動産の価額の1,000分の20である（登録免許税法別表第1-1(2)ハ）。地上権・永小作権の移転の場合、不動産の価額の1,000分の10である（登録免許税法別表第1-1(3)ニ）。なお、端数処理など算出方法の通則については不動産登記#登録免許税を参照。

### 登記の実行
所有権移転登記は主登記で実行され、所有権以外の権利の移転は付記登記で実行される（不動産登記規則3条5号）。
買戻特約の登記を職権で抹消する場合、原則として#抹消登記の実行と同様であるが、登記官が登記記録に職権で「3番所有権移転登記により平成何年何月何日登記」のように記録する（記録例506）。